# Alvin und die Chipmunks (Filmreihe)

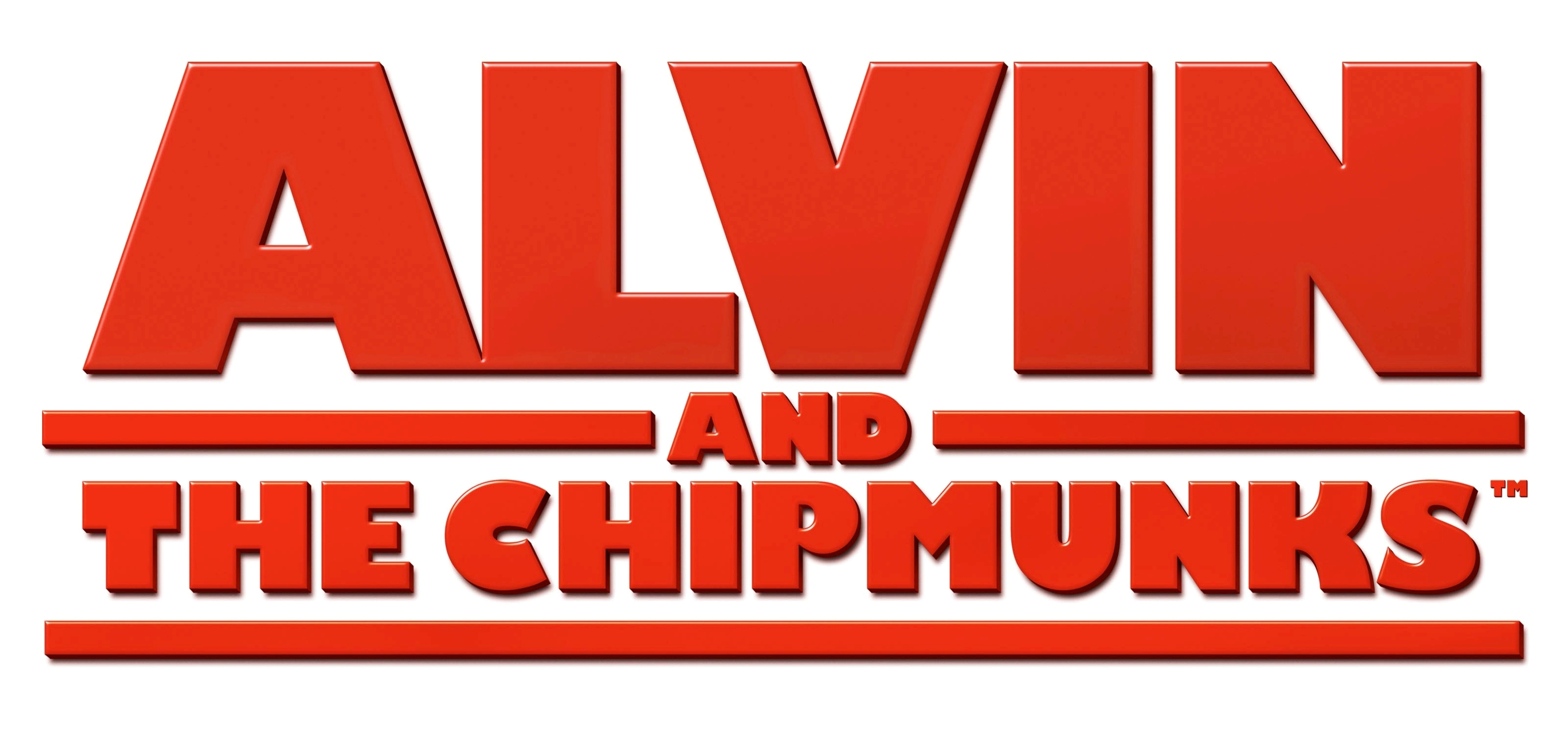
Logo

Die fiktive animierte Band Alvin und die Chipmunks ist bisher in acht Langfilmen aufgetreten. Daneben gibt es seit ihrer Erstveröffentlichung 1958 mehrere Zeichentrickserien mit Alvin und den Chipmunks.

## Handlungen

### Alwin und die Weltenbummler (1987, nur Video und DVD)
Alvin hat sich selbst sowie Simon und Theodore zu einem Heißluftballonrennen um die Welt gegen die Chipettes angemeldet, um Diamanten für eine Gruppe von Diamantenschmugglern zu liefern. Den Gewinnern winkt ein Preisgeld von 100.000 Dollar.

### Alvin und die Chipmunks treffen Frankenstein (1999, nur Video und DVD)
Alvin, Simon und Theodore genießen ihren neuen Job in einem Film-Themenpark und streifen nach Feierabend über das Gelände. Zu den Attraktionen gehört auch das gruselige Frankenstein Schloss, wo ein echter verrückter Wissenschaftler das Monster zum Leben erweckt. Doch als die Jungs der Kreatur über den Weg laufen, erfahren sie bald, dass der Schein trügt und Frankenstein eher missverstanden als böswillig ist.

### Alvin und die Chipmunks treffen den Wolfman! (2000, nur Video und DVD)
Nachdem Alwin von einem gruseligen Albtraum heimgesucht wird, ist er überzeugt, dass sein unheimlicher Nachbar Mr. Talbot ein monströses Geheimnis hat. Während er und sein Bruder Simon nachforschen, wird das schüchterne Geschwisterchen Theodore, der widerwillig in der Schulaufführung von Dr. Jekyll und Mr. Hyde mitspielt, von einem seltsamen Hund angegriffen.

### Little Alvin and the Mini-Munks (2003, nur Video und DVD)
David Seville, die Chipmunks und die Chipettes reisen über das Wochenende zu La-Lu, einer Freundin von Dave. Während sie sich auf die Kinder freut und sie willkommen heißt, sind ihre Nachbarn nicht alle begeistert, weil sie Unruhe und Chaos durch so viele Kinder befürchten. La-Lu soll sich um sie kümmern, was sie gerne macht, während Dave ein neues Lied schreibt. Doch die Chipmunks sind zunächst nicht glücklich, dass Dave keine Zeit für sie hat, und müssen sich mit La-Lu erst anfreunden. Der Film entstand unter der Regie von Jerry Rees und wurde 2003 auf DVD veröffentlicht.

### Alvin und die Chipmunks – Der Kinofilm (2007)
In einer Baumfarm leben drei musikalisch veranlagte Streifenhörnchen: der schelmische und Unruhestifter Alvin, der kluge Simon und der mollige Theodore. Als ihr Baum gefällt wird, werden sie nach Los Angeles transportiert. Dort treffen sie den frustrierten Songwriter David Seville und beeindrucken ihn mit ihrem Gesangstalent. Angesichts der Chance auf Erfolg schließen Mensch und Chipmunks einen Pakt, um seine Lieder zu singen. Nach einigen Schwierigkeiten wird der Traum wahr, doch der Erfolg stellt seine eigenen Prüfungen: Ihr skrupelloser Manager plant, die Familie zu trennen, um die Jungen auszubeuten.

### Alvin und die Chipmunks 2 (2009)
Die Pop-Sensationen Alvin, Simon und Theodore werden von Dave Sevilles Cousin Toby betreut. Die Jungen müssen ihre Musiker-Karriere abbrechen, um zur Schule zurückzukehren und das Musikprogramm der Schule zu retten, indem sie den 25.000-Dollar-Preis in einem Kampf der Bands gewinnen. Aber die Chipmunks treffen unerwartet drei singende Chipmunks, die als The Chipettes bekannt sind – Brittany, Jeanette und Eleanor.

### Alvin und die Chipmunks 3: Chipbruch (2011)
Dave, die Chipmunks und die Chipettes genießen Spaß auf einer Luxuskreuzfahrt, bevor ihr Seefahrerurlaub einen unerwarteten Abstecher zu einer unbekannten Insel macht. Je härter Alvin und seine Freunde nach einem Weg zurück in die Zivilisation suchen, desto offensichtlicher wird, dass sie nicht allein auf diesem abgelegenen Inselparadies sind.

### Alvin und die Chipmunks: Road Chip (2015)
Durch eine Reihe von Missverständnissen glauben Alvin, Simon und Theodore, dass Dave seiner neuen Freundin in Miami einen Heiratsantrag machen will und die drei Jungs dann verlassen wird. Sie haben drei Tage Zeit, um ihn zu erreichen und den Antrag zu stoppen, um den Verlust Daves noch zu verhindern – oder zu verhindern, dass sie einen schrecklichen Stiefbruder bekommen.

## Rezeption

### Kritiken
(Stand: 21. Februar 2023)
| Film                                   | Rotten Tomatoes     | Metacritic       | IMDb                     |
| -------------------------------------- | ------------------- | ---------------- | ------------------------ |
| Alwin und die Weltenbummler            | 75 % (8 Kritiken)   | –                | 7,1 (5.634 Bewertungen)  |
| Alvin und die Chipmunks – Der Kinofilm | 28 % (109 Kritiken) | 39 (23 Kritiken) | 5,2 (88.357 Bewertungen) |
| Alvin und die Chipmunks 2              | 21 % (85 Kritiken)  | 41 (20 Kritiken) | 4,5 (50.696 Bewertungen) |
| Alvin und die Chipmunks 3: Chipbruch   | 12 % (82 Kritiken)  | 24 (19 Kritiken) | 4,3 (36.639 Bewertungen) |
| Alvin und die Chipmunks: Road Chip     | 15 % (67 Kritiken)  | 33 (21 Kritiken) | 4,9 (20.566 Bewertungen) |

### Einspielergebnisse
Mit einem Gesamteinspielergebnis von knapp 1,39 Milliarden US-Dollar befindet sich die Reihe auf Platz 43 weltweit (Stand: 21. Februar 2023).
| Film                                   | Einspielergebnisse in US-Dollar | Einspielergebnisse in US-Dollar | Einspielergebnisse in US-Dollar | Budget          |
| Film                                   | Nordamerika                     | Deutschland                     | Weltweit                        | Budget          |
| -------------------------------------- | ------------------------------- | ------------------------------- | ------------------------------- | --------------- |
| Alwin und die Weltenbummler            | 6.804.312                       | N/A                             | N/A                             | N/A             |
| Alvin und die Chipmunks – Der Kinofilm | 217.326.974                     | 11.642.590                      | 365.352.546                     | 60 Millionen    |
| Alvin und die Chipmunks 2              | 219.614.612                     | 15.512.720                      | 443.140.005                     | 75 Millionen    |
| Alvin und die Chipmunks 3: Chipbruch   | 133.110.742                     | 13.106.760                      | 342.695.435                     | 75 Millionen    |
| Alvin und die Chipmunks: Road Chip     | 85.886.987                      | 6.277.763                       | 234.798.636                     | 90 Millionen    |
| Gesamt:                                | 662.743.627                     | 46.539.833 +                    | 1.385.986.622 +                 | 300 Millionen + |